# This Ain't a Game
This Ain't a Game è il secondo album del cantante R&B statunitense Ray J, pubblicato nel 2001 dalla Atlantic Records.

## Tracce
1. Intro (Ray J)
2. Wait a Minute (featuring Pharrell and Lil' Kim) (Chad Hugo, Kimberly Lil Kim Jones, Pharrell Williams)
3. Takin' Control (Ray J)
4. Formal Invite (featuring Pharrell) (Hugo, Ray J, Williams)
5. Keep Your Head Up (LaShawn Daniels, Rodney Jerkins, Fred Jerkins III)
6. I Tried (Brycyn Juvie Evans, Cynthia Loving)
7. U Need It/U Don't (Ray J)
8. Out tha Ghetto (featuring Shorty Mack) (Hugo, Owens, Williams)
9. No More (Darrell Delite Allamby, Antonio Mobley, Johnathen Rasboro)
10. This Ain't a Game (Daniels, Jerkins, Jerkins III)
11. Interlude (Ray J)
12. Wet Me (Dalvin DeGrate)
13. Crazy (Daniels, Jerkins, Jerkins III, Robert Smith)
14. I Got It All (Ken Ifill, Mobley, Ray J, E. Shaw )
15. Airport Skit (Chris Taylor, Colin Wolfe)
16. Where Do We Go from Here (Mobley, Oczavia Pittman)